# Goethe und Einer seiner Bewunderer
Goethe und Einer seiner Bewunderer ist eine als "Tatsachenbericht" ausgegebene Erzählung von Arno Schmidt, die von Mai 1956 bis Januar 1957 entstanden und 1958 im Essayband "Dya Na Sore. Gespräche in  einer Bibliothek" zusammen mit der Erzählung Tina oder über die Unsterblichkeit erschienen ist.

## Handlung
Ausgangspunkt der Handlung ist, dass es möglich geworden ist, Verstorbene für 15 Stunden wieder lebendig zu machen, was insbesondere für berühmte Persönlichkeiten genutzt wird. Diese müssen von Personen der gleichen Berufsgruppe begleitet bzw. geführt werden. Arno Schmidt, Autor und Erzähler des Tatsachenberichts, darf sich in der als "Akademie" bezeichneten Deutschen Akademie für Sprache und Dichtung  in Darmstadt einen verstorbenen Schriftsteller aussuchen und entscheidet sich für Goethe, da er "unnachgiebig genug" sei "dem alten Wichtigtuer" etwas entgegenzusetzen und sich die Goetheaner bisher gedrückt haben. 
Die beiden Schriftsteller spazieren durch Darmstadt, Schmidt erklärt technische Errungenschaften und die politische Entwicklung seit Goethes Tod, sie betrachten Frauen und Frauenunterwäsche, essen Fisch mit Remoulade in der Kaufhalle und entdecken ihre gemeinsame Vorliebe für Zoten. 
Bei mehreren Flaschen Wein in Schmidts Wohnung ärgern sie sich gegenseitig mit kleinen Bosheiten und unterhalten sich auf Augenhöhe über Literatur. Goethe verhält sich beim Blättern in Schmidts Werken "höflich distanziert". Schmidt hingegen kritisiert deutlich die "übel zusammengeleimten Anekdoten" in Wilhelm Meisters Lehrjahre. Auf die Frage nach dem größten Schriftsteller aller Zeiten macht Schmidt Zugeständnisse: "Der junge Goethe, bevor er Frankfurt endgültig verließ." 
Bei einem letzten Bier am Bahnhof identifizieren sie die Weltkriegserfahrung als das wesentliche trennende Element zwischen sich, über das Schmidt nicht hinwegsehen kann. Versöhnlich schlägt Schmidt zum Abschied vor: "Ich bin ein großes Arschloch", während Goethe nickt und sich langsam auflöst. 
Der Bericht schließt mit den Fragen einer Pressekonferenz, bei der sich herausstellt, dass Schmidt weder die Fragen der Goetheaner noch der Politiker gegenüber Goethe thematisiert hat und beantworten kann. "Da ich Goethe=Spezialist weder war noch jemals werden wollte, merkte ich mir keine seiner Ausstellungen..."